# اس.پی. ونکاتش
اس. پی. ونکاتش (انگلیسی: S. P. Venkatesh) یک آهنگساز اهل هند است.

## فیلم‌شناسی
- بازی
- بزرگراه
- پروانه‌ها
- پلیس شهری
- فرودگاه
- کارآگاه